# 237 av. J.-C.
Cette page concerne l'année 237 av. J.-C. du calendrier julien proleptique.

## Événements
- Fin de l'hiver 238-237 av. J.-C. (date probable) : le consul Tiberius Sempronius Gracchus intervient en Sardaigne, où les mercenaires révoltés contre Carthage, chassés en Italie par la population, ont fait appel à Rome. Une ambassade punique se rend à Rome pour faire valoir ses droits, mais sous la menace d’une déclaration de guerre, Carthage, affaiblie par la guerre des Mercenaires, abandonne la Corse et la Sardaigne à Rome et doit verser 1 200 talents d’indemnités supplémentaires[1]. Rome doit organiser plusieurs expéditions militaires entre 237 et 227 av. J.-C. pour pacifier la Sardaigne et la Corse, qui, réunies en une même circonscription, reçoivent l’organisation provinciale[2].

- Mars : siège et prise d'Utique et d'Hippacra. Fin de la guerre des Mercenaires[3].
- Avril : départ de l’expédition d’Hamilcar Barca en Espagne, envoyé par le sénat de Carthage qui décide de l’éloigner à la suite de sa popularité gagnée après sa victoire sur les mercenaires[3].

- 11 juin (21 avril du calendrier romain) : début à Rome du consulat de Lucius Cornelius Lentulus Caudinus et Quintus Fulvius Flaccus[4].

- 23 août : début de la construction du temple d'Edfou (fin le 5 décembre 57 av. J.-C.)[5].

## Décès
- Mathó, chef des mercenaires révoltés contre Carthage, exécuté.